# Acacia tetragonophylla
Acacia tetragonophylla, comúnmente conocida como curara o kurara es un árbol en la familia Fabaceae endémica de las zonas áridas y semiáridas del centro y oeste de Australia.

## Descripción
El curara crece como un arbusto o pequeño árbol hasta una altura de hasta 5 m y tiene un hábito intrincado y a menudo enmarañado con ramitas glabras. Como la mayoría de las especies de Acacia, tiene filodios en lugar de hojas verdaderas. Estos son delgados y parecidos a agujas con una longitud de 1 a 5 cm y un ancho de 1 mm. Cuando son jóvenes son suaves y flexibles, pero a medida que maduran se vuelven duros, rígidos y muy afilados. Los filodios se forman bien en grupos de dos a seis en los braquiblastos, —ramitas enanas, nudosas y laterales—, o individualmente en los brotes nuevos. Tienen una forma lineal delgada que termina en una punta afilada y son de pentagonales a comprimidos en sección transversal con cinco a siete nervios prominentes. En Australia Occidental florece entre mayo y octubre con flores amarillas en espigas esféricas. Los frutos son  vainas papiráceas, de hasta ocho centímetros de largo y unos cinco milímetros de ancho.

## Distribución
Se encuentra en llanuras de inundación y a lo largo de cursos de agua en áreas áridas y semiáridas en todo Australia Occidental, Australia del Sur, el sur del Territorio del Norte, y al este cerca de Charleville, Queensland y Brewarrina, Nueva Gales del Sur y se sabe que crece en una variedad de hábitats y tipos de suelo. En Australia Occidental se encuentra en las regiones de Pilbara, Gascoyne, Mid West, Wheatbelt y Goldfields-Esperance.

## Taxonomía
La especie fue descrita formalmente por primera vez por el botánico Ferdinand von Mueller en 1863 como parte de la obra ‘’Fragmenta Phytographiae Australiae‘’. Fue reclasificada como Racosperma tetragonophyllum por Leslie Pedley en 2003 y luego transferida de nuevo al género ‘‘Acacia’’ en 2006. A menudo se confunde con Acacia sphacelata.

## Usos
Las personas aborígenes en Australia Central recolectan las semillas para hacer tortas de semillas. Su nombre en Pitjantjajara es Wakalpuka.
Acacia tetragonophylla puede ser utilizada para tratar las verrugas. 
“Un número de filodias de Acacia tetragonophylla pueden ser insertadas en la verruga, luego se rompe la parte principal para dejar los ápices incrustados en la verruga. Después de cuatro o cinco días, la verruga se ha marchitado y puede ser eliminada fácilmente.”